# جو كاري
جو كاري (بالإنجليزية: Joe Carey)‏ هو سياسي أيرلندي، ولد في 24 يونيو 1975 في جمهورية أيرلندا. حزبياً، نشط في فاين جايل. في الانتخابات العمومية الأيرلندية 2007 ‏، انتخب نائب دييل عن دائرة Clare (Dáil constituency) ‏ وقد انضم خلال فترته النيابية ‏ (14 يونيو 2007 – 1 فبراير 2011) للكتلة البرلمانية فاين جايل وفي 2016 Irish general election ‏، انتخب نائب دييل عن دائرة Clare (Dáil constituency) ‏ وقد انضم خلال فترته النيابية ‏ (10 مارس 2016 – ) للكتلة البرلمانية فاين جايل وفي الانتخابات العمومية الأيرلندية 2011 ‏، انتخب نائب دييل عن دائرة Clare (Dáil constituency) ‏ وقد انضم خلال فترته النيابية ‏ (9 مارس 2011 – 3 فبراير 2016) للكتلة البرلمانية فاين جايل.